# Awesome TV
Awesome TV是一个电视频道，首先在马来西亚为年轻人和青少年播放24小时娱乐节目，首先在马来西亚数字地面广播公司MYTV上高清（HD）播出，然后于2021年1月18日至2024年8月1日在Astro播出。它开始在马来西亚最大的城市和国家首都吉隆坡十五碑（Brickfields）进行广播，然后转移到该市的Persiaran KLCC。 该电台于2020年8月3日马来西亚标准时间上午6时左右开始，正式在全国范围内全面商业化，成为数字私营地面电视台，播放全国免费音乐和娱乐节目。   全国范围内可通过112频道的免费地面MYTV和123频道的Astro（已停播）观看精彩电视节目。夜间，凌晨3:00至5:59播放该广播，朗读《古兰经》的ruqyah经文和神圣经文，然后播放歌曲Negaraku。

## 概述
Awesome TV是一家总部位于马来西亚的数字电视频道，也是马来西亚首个通过DVB-T2机顶盒使用数字编码正式向观众进行广播的频道。 观众可于2020年7月28日中午12点在该频道试播期间收看该频道，直至2020年8月3日正式开播。 目前，Awesome TV还没有任何主要新闻时段，无论是独立播出还是来自其他广播电视频道。 
2021年1月7日，Awesome TV在其官方Facebook 账户上宣布该频道将于1月18日开始在Astro上播出。该频道在2020年4月1日 Astro频道重新编号后，于123频道播出，该频道之前由Astro Ria HD占用  
从2022年2月1日起，Awesome TV播出自己的新闻Berita 7:57 ，与TV3上的Buletin Utama相同。该黄金时段新闻节目目前正在 33, Jalan Rakyat, Brickfields, 50470 Kuala Lumpur现场直播，之后移师吉隆坡的Persiaran KLCC 。 

## 节目概要
该频道播出原创节目、新闻节目以及其他本地和外国节目。

## 争议
2022年11月，Awesome TV因其新闻节目Berita 7:57鼓励马来选民在第 15 届马来西亚大选中全力投票，以阻止非马来政客获得政治权力，因其种族主义编辑立场而受到公众指责。 用户在推特帖子中批评该新闻片段“带有种族主义色彩”。 该电视台的发言人随后发表声明，称Awesome TV的新闻节目被某些支持土著议程的团体操纵。 
2023年2月，“Berita 7:57”的编辑经理Mohd Ilyas Pakeer Mohamad因争议辞职。与此同时，通信和数字部长法赫米·法齐勒透露，Awesome TV已犯下6起与虚假报道有关的侵犯版权行为。 随后，Awesome TV 刊登了一篇声称马来西亚政府将解雇80多万名公务员的新闻报道，随后被马来西亚通信与多媒体委员会（MCMC）叫去讨论可能存在的新闻内容发布违规行为。   Awesome TV随后表示，它与Astro或其他政党没有任何关系，并否认了政客Lokman Noor Adam的声明，称其为“虚假和挑衅”。
2月21日，通讯及多媒体委员会援引《1998年通讯与多媒体法》第206条，针对Awesome TV违反牌照条件一事展开调查。
今年5月，Awesome TV因无有效执照经营等多项违法行为，被MCMC罚款25万令吉。该许可证颁发给了Awesome Broadcasting，但由该网络的母公司Awesome Media Network使用。   
5月29日，通信和数字部长法米法兹要求该网络结清未付债务，以防多家制作人之间发生诉讼。然而，Awesome TV在其反驳声明中敦促法赫米不要干涉他们与其供应商的商业事务。 两天后，马来西亚电影导演协会（FDAM）和马来西亚电影制片人协会（PFM）等数家电影协会批评Awesome TV对法米的粗鲁回应，并敦促该电视网向法米公开道歉，并负责解决涉及制片人和艺人的付款问题。  
伊朗通信和数字部毫无理由地将 Awesome TV 排除在了参加2023 年国庆庆典的少数公司名单之外。  这一突然决定是通过该部首席秘书Muhammad Fauzi Md Isa于2023年8月23日签署的一封信告知的。  其部长法赫米·法齐尔 (Fahmi Fadzil)解释说，取消游行是因为游行的时间有限。 另外两家公司Milo和Grab也被除名。 
2023年10月19日，数字电视服务提供商MYTV Broadcasting宣布，由于与接入费支付相关的商业问题，该公司将于11月2日起在其平台上暂停Awesome TV。    该网络随后称MYTV收取的费用“不公平”，同时声称其应继续在MYTV平台上运营至2025年8月。  

## 奖项和荣誉
| 年   | 颁奖机构             | 类别                       | 接受者     | 结果 | Ref           |
| ---- | -------------------- | -------------------------- | ---------- | ---- | ------------- |
| 2022 | 2021年MCMC星级评定奖 | 免费电视消费者满意度最高奖 | Awesome TV | 獲獎 | [ 31 ] [ 32 ] |